# Bitwa nad Dźwiną (1920)

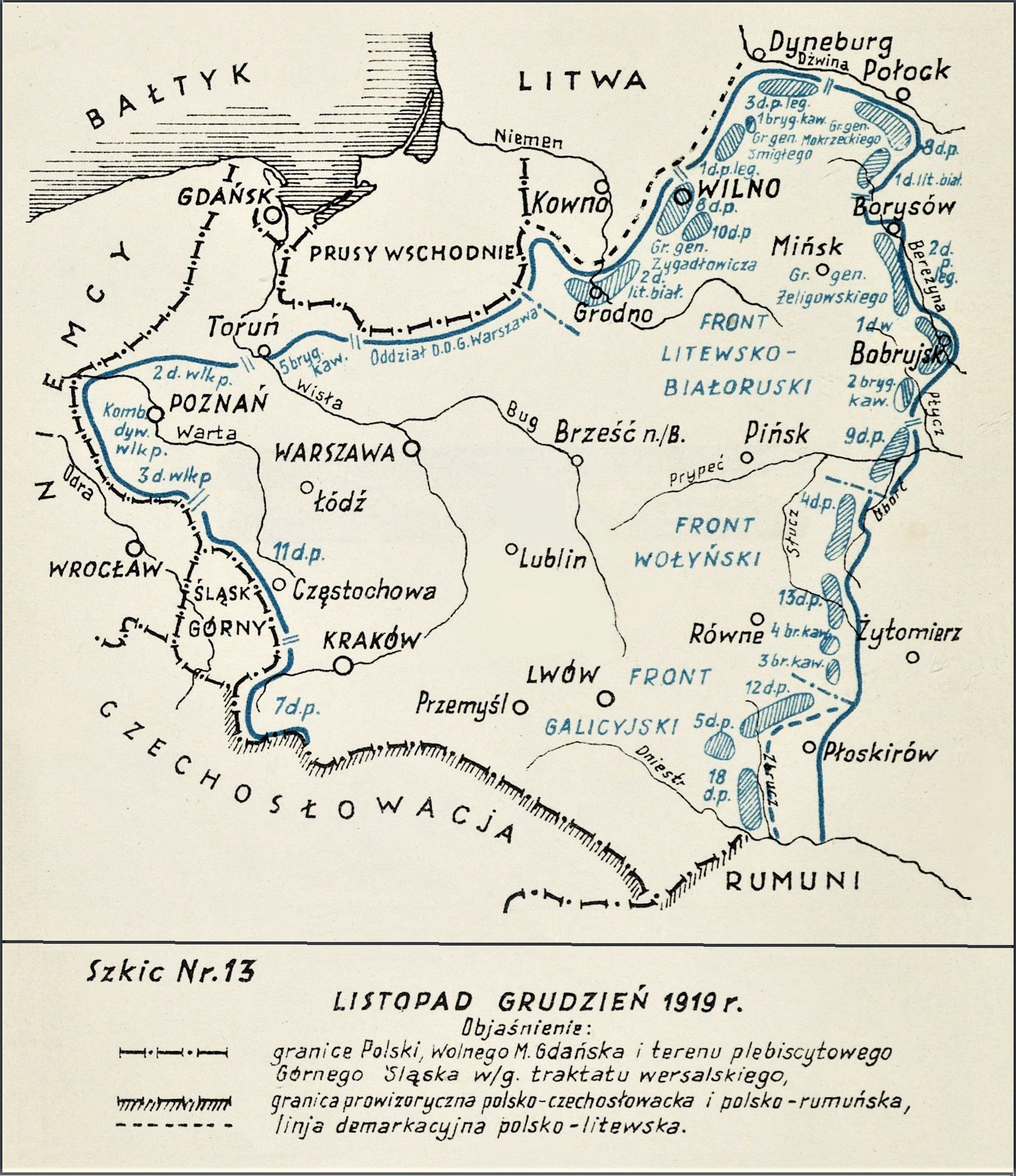
Adam Przybylski,
Wojna polska 1918–1921

Bitwa nad Dźwiną – walki wojsk Frontu Litewsko-Białoruskiego gen. Stanisława Szeptyckiego toczone z oddziałami Armii Czerwonej na przełomie roku 1919 i 1920 w okresie wojny polsko-bolszewickiej.

## Geneza
Latem 1919 Wojsko Polskie realizowało szeroko zakrojoną operację zaczepną, której celem było opanowanie Mińska, Borysowa, Bobrujska i oparcie frontu o linię rzek Dźwiny i Berezyny. W jej wyniku na północy oddziały polskie na przełomie sierpnia i września dotarły do Dźwiny. Przeciwnik utrzymał jednak silne przedmościa pod Dyneburgiem, Krasławiem i Dryssą.

## Walczące wojska
| Jednostka                     | Dowódca                   | Podporządkowanie |
| Wojsko Polskie                |                           |                  |
| Front Litewsko-Białoruski     | gen. Stanisław Szeptycki  | NDWP             |
| ⇒ 1 Dywizja Piechoty Legionów | gen. Edward Śmigły-Rydz   | grupa zachodnia  |
| →1 pułk piechoty Legionów     |                           | grupa zachodnia  |
| → 5 pułk piechoty Legionów    | mjr Stefan Dąb-Biernacki  | grupa zachodnia  |
| → 5 pułk piechoty Legionów    |                           | grupa zachodnia  |
| ⇒ 3 Dywizja Piechoty Legionów |                           | grupa zachodnia  |
| → 9 pułk piechoty Legionów    | mjr Wacław Wieczorkiewicz | grupa zachodnia  |
| ⇒ 1 Brygada Jazdy             |                           | grupa zachodnia  |
| ⇒ 8 Dywizja Piechoty          | gen. Stefan Mokrzecki     | grupa wschodnia  |
| → grupa wielkopolskia         | gen. Daniel Konarzewski   | grupa wschodnia  |
| Armia Czerwona                |                           |                  |
| 15 Armia                      | komarm August Kork        |                  |
| ⇒ 1 Dywizja Strzelców         |                           |                  |
| ⇒ 2 Dywizja Strzelców         | Władimir Szaszkin         |                  |
| ⇒ 4 Dywizja Strzelców         | Wasilij Sołoduchin        |                  |
| 16 Armia                      | komarm. Nikołaj Sołłohub  |                  |
| ⇒ 17 Dywizja Strzelców        |                           |                  |
| ⇒ 52 Dywizja Strzelców        |                           |                  |
| ⇒ 53 Dywizja Strzelców        |                           |                  |

## Walki nad Dźwiną

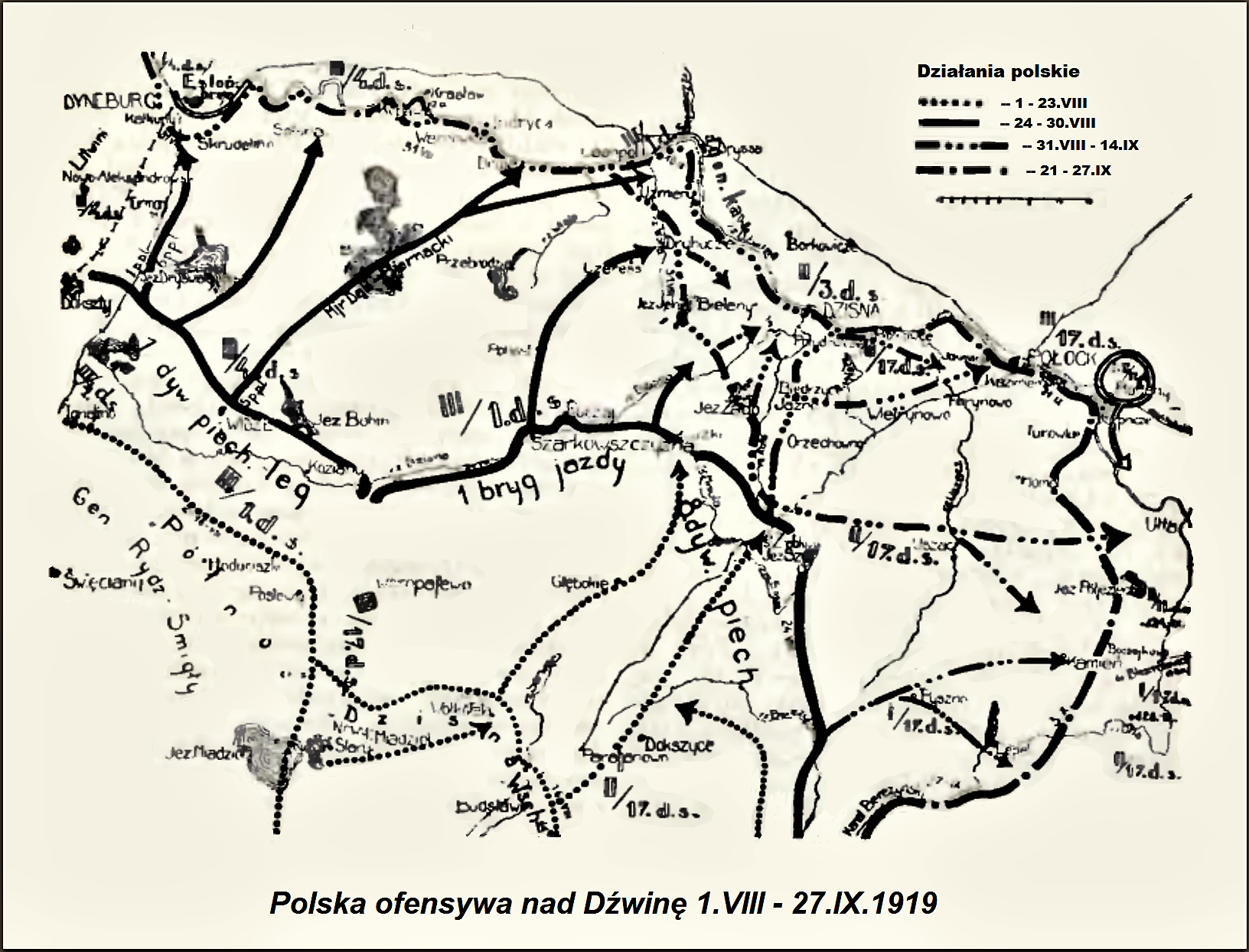
Otton Laskowski (red.),
Encyklopedja wojskowa, T. 2

Dowódca Frontu Litewsko-Białoruskiego gen. Stanisław Szeptycki podzielił front nad Dźwiną na dwa odcinki. Odcinek zachodni od Dyneburga po ujście Wiaty obsadziła 1 Dywizja Piechoty Legionów, część 3 Dywizji Piechoty Legionów i 1 Brygada Jazdy. Dowodzenie nad nim objął gen. Edward  Rydz-Śmigły. Odcinek wschodni, osłaniający kierunek z Połocka do Dzisny i biegnący dalej wzdłuż Auty do jeziora Żado, broniła 8 Dywizja Piechoty gen. Stefana Mokrzeckiego. Z uwagi na dwuznaczną postawę Litwinów, a także niejasną sytuację na Łotwie, główny wysiłek obrony frontu skupiony był  w rejonie Dyneburga.
Dowództwo sowieckiego Frontu Zachodniego nakazało twardą obronę przedmość na Dźwinie. Miały one w przyszłości stanowić podstawę dla kontrofensywy Armii Czerwonej. Z uwagi na niebezpieczeństwo, jakie stanowiły dla wojsk polskich sowieckie przedmościa, rozkaz ich zlikwidowania otrzymał gen. Rydz-Śmigły. W tym czasie gen. Mokrzecki miał odrzucić nieprzyjaciela w kierunku Połocka i opanować obszar na południowy zachód od linii rzek Dźwina – Ułła, oraz Lepel – Kanał Berezyński.
Aby sparaliżować akcję zaczepną Polaków, 1 września dwie brygady 1 i 2 Dywizji Strzelców uderzyły z rejonu Dryssy na polską 1 Brygadę Jazdy i odrzuciły ją na Czeress. Równocześnie sowiecka 17 Dywizja Strzelców zaatakowała oddziały 8 Dywizji Piechoty rozlokowane nad Autą. Sowieckie natarcie zagroziło przerwaniem linii obrony na styku polskich 8 DP i 1 DP Leg.
Dowódca frontu przydzielił dowódcy 8 Dywizji wsparcie – grupę wielkopolską w sile dwóch batalionów piechoty i cztery baterii artylerii. Z uwagi na odległość, mogła ona jednak wejść do walki dopiero około 10 września.
W wyniku cofnięcia się pułków polskiej 1 Brygady Jazdy, odsłonięte zostało skrzydło 1 Dywizji Piechoty Legionów. Z dużymi stratami zatrzymał Sowietów nad Wiatą I batalion 5 pułku piechoty Legionów, a po wejściu do walki głównych sił pułku mjr. Dęba-Biernackiego, zgrupowanego do tej pory pod  Krasławiem, odrzucono przeciwnika za Woltę. Sowieci wykorzystali osłabiony odcinek obrony pod Krasławiem i nocą z 9 na 10 września 3 Brygada 4 Dywizji Strzelców rozbiła pozostawiony tutaj III/6 pułku piechoty Legionów oraz dwie kompanie 5 pp Leg. Nacierając dalej w kierunku na Brasław przerwała front na styku 5 i 6 pp Leg. Równocześnie  oddziały sowieckiej 1 Dywizji Strzelców uderzyły na przygotowującą się do natarcia 1 Brygadę Jazdy i odrzuciły ją znad Wolty. Rano 10 września kontratakował mjr Dąb-Biernacki. Uderzył on dwoma batalionami 5 pp Leg. znad ujścia Wiaty wzdłuż lewego brzegu Dźwiny na Dryssę, wyszedł na tyły oddziałów sowieckich i w pościgu za rozbitym przeciwnikiem opanował przedmoście Dryssy. 11 września 5 pułk piechoty Legionów wrócił pod Krasław, a w rejon walk 3 Dywizji Piechoty Legionów przybył z Wilna 9 pułk piechoty Legionów.

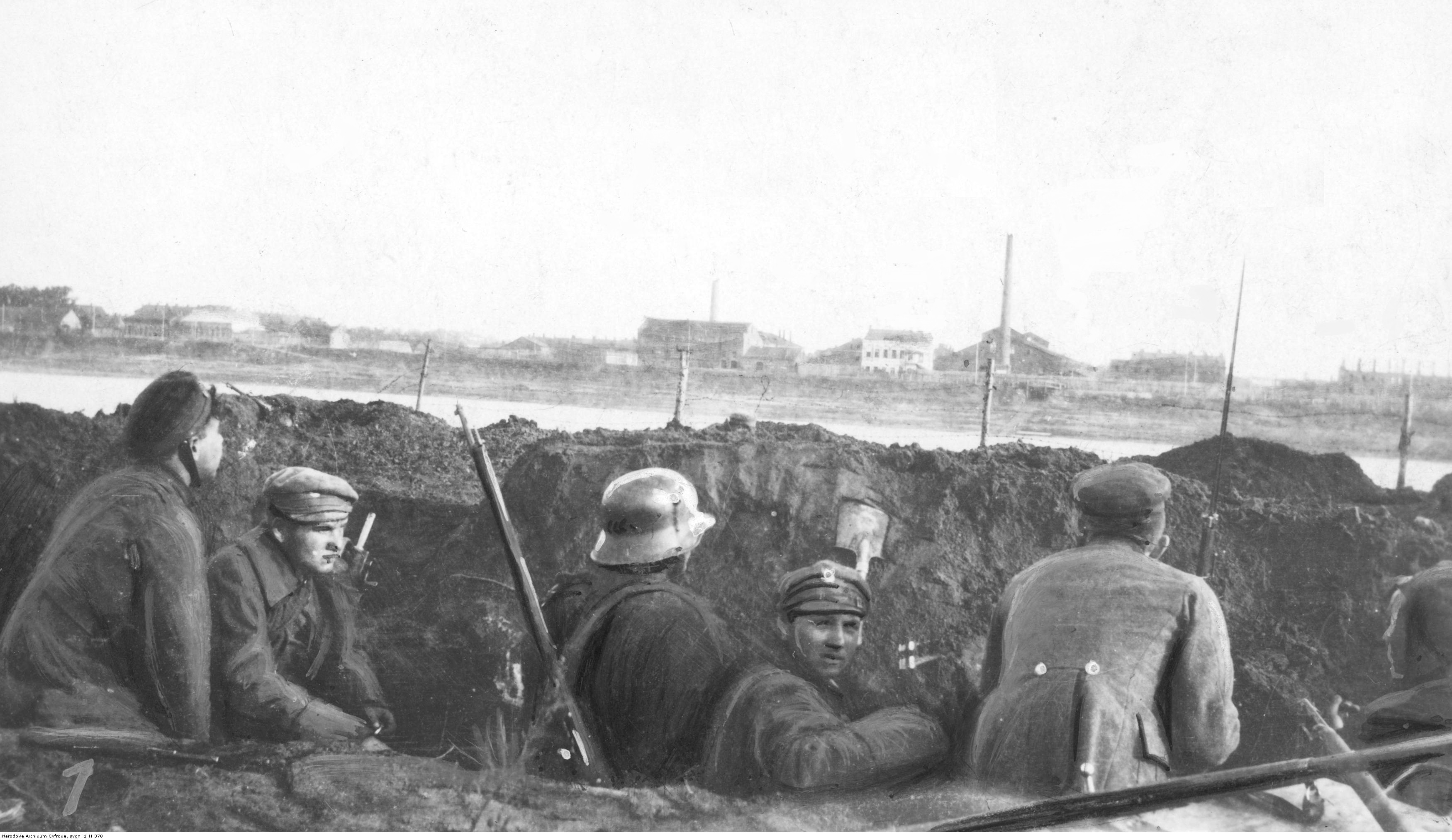
Przyczółek mostowy pod Dyneburgiem

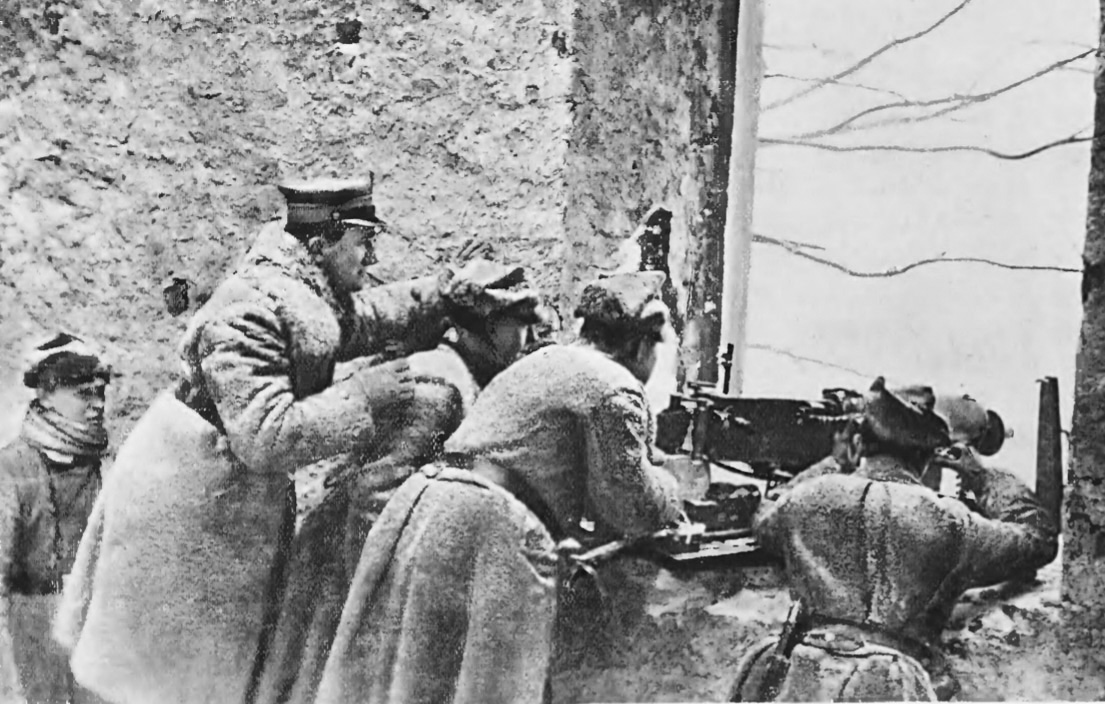
Karabin maszynowy na stanowisku na froncie wschodnim

12 września inicjatywę przejęli Polacy. Na sowiecką brygadę 4 Dywizji Strzelców od zachodu uderzył 9 pp Leg., a od wschodu 5 pp Leg. Sowiecka brygada została rozbita, a jej resztki wycofały się za Dźwinę. W pościgu za nimi oddziały polskie opanowały przedmoście pod Krasławiem. 12 września na Dzisnę uderzyły oddziały 8 Dywizji Piechoty i 1 Brygady Jazdy, a dwa dni później miejscowość opanowano. W tym czasie grupa wielkopolska rozpoczęła natarcie na Połock i Lepel. 18 września do walk włączyły się siły główne 8 Dywizji i uderzyły w kierunku Lepel - Uszacz. 26 września dotarły do Ułły, a dzień później wyrzuciły z Lepla sowiecką 11 Dywizję Strzelców. Dalej atakowała grupa operacyjna płk. Bolesława Jaźwińskiego. Ruszyła ona na Połock dwiema kolumnami: 36 pułk piechoty nacierał z rejonu Dzisny wzdłuż lewego brzegu Dźwiny, a grupa wielkopolska z rejonu Jazna do linii kolejowej Mołodeczno - Połock i dalej wzdłuż torów na Połock. 20 września sforsowano Uszacz, a następnego dnia zdobyto Jekimanię i odrzucono oddziały 17 Dywizji Strzelców za Dźwinę.
Także pod Dyneburgiem 1 i 6 pułk piechoty Legionów, przy wsparciu czołgów, zdobyły sowieckie przedmoście i wyszły nad Dźwinę.
W połowie października powtórnie uderzyli Sowieci. 16 Armia Nikołaja Sołłohuba siłami 11., 17., 53 i części 52 Dywizji Strzelców uderzyła w rejonie bronionym przez polską 8 Dywizję Piechoty. 19 października uderzenia nie wytrzymała XV Brygada Piechoty płk. Bronisława Kaplińskiego, a jej oddziały zostały odrzucone za  Uszacz. Dzień później 53 Dywizja Strzelców sforsowała Dźwinę na odcinku XVI Brygady Piechoty płk. Bolesława Jaźwińskiego. Przeciwnik zdobył Uszacz, zmuszając Polaków do odwrotu na linię rzek Berezyny i Auty. Na pomoc 8 Dywizji Piechoty gen. Szeptycki skierował grupę pod dowództwem gen. Rydza-Śmigłego w składzie 1. i 3 DP Leg. Podporządkował  mu także XVI Brygadą Piechoty. W sumie grupa liczyła około 7500 żołnierzy, 23 działa, 220 ckm-ów. Głównym zadaniem grupy było natarcie na Połock. Gen. Rydz-Śmigły zamierzał wykonać uderzenie siłami I Brygady Piechoty Legionów ppłk. Michała Tokarzewskiego na Orzechowo - Farynowo - Homel oraz XVI Brygadą Piechoty wzdłuż Dźwiny na Połock. Celem osłony zgrupowania uderzeniowego zorganizowano odwodową Grupę „Czeress".
O świcie 3 listopada  Polacy uderzyli na stanowiska sowieckiej 17 Dywizji Strzelców i do wieczora przełamali obronę zaskoczonego nieprzyjaciela. 4 listopada 36 pułk piechoty zajął przedmoście Jekimanię, a po kilku dniach walk zdobyto stanowiska zajmowane przed rozpoczęciem sowieckiej ofensywy. Nocą z 9 na 10 listopada w rejonie Połocka Sowieci wyprowadzili kontratak. Co prawda trzy pułki strzeleckie przeprawiły się przez Dźwinę, ale działania pododdziałów 36 pułku zmuszały je kolejno do odwrotu.

## Bilans walk
Po listopadowych walkach nad Dźwiną nastąpił okres walk pozycyjnych. Do maja 1920, czyli do ruszenia pierwszej ofensywy Frontu zachodniego Michaiła Tuchaczewskiego, oddziały polskie dokonały 26 dużych i kilkudziesięciu mniejszych wypadów za rzekę na tyły przeciwnika.